# Digerati
El término digerati (combinación de las palabras del inglés digital y litterati), se refiere a las personas que hacen un alto uso de las tecnologías digitales para expresarse como individuo; es decir aquellos individuos que usan blogs, guardan sus fotos en internet, etc.
En un sentido más restrictivo también se referiría exclusivamente a las élites de las comunidades virtuales y la industria informática que utilizan extensivamente estos medios.

## Descripción
La primera aparición del término fue en USENET en 1992, y se refería a un artículo de George Gilder en la revista Upside. Algunas fuentes aseguran que el término fue acuñado por el editor del New York Times Tim Race.